# Darfur Meridionale
Il Darfur Meridionale (in arabo جنوب دارفور‎?; pronuncia: Janūb Darfūr) è una dei quindici wilayat, ovvero Stati, del Sudan. È uno degli Stati che compongono la regione del Darfur nel Sudan Occidentale, ha una superficie di 127.300 km quadrati e la sua popolazione è di circa 2.890.000 persone (stima del 2006). La sua capitale è Nyala. Per sapere la storia della regione vedere Darfur.